# グムンデン
グムンデン（独: Gmunden [ˈɡmʊndn̩] ( 音声ファイル)）は、オーストリア・オーバーエスターライヒ州のグムンデン郡に属する基礎自治体 ( ゲマインデ ) 。
健康リゾート、夏のリゾートとして利用されていて、さまざまな種類の山羊、梨、野菜や、松ぼっくり風呂、湯治施設、吸引室、ホエイ治療などを有している。ザルツカンマーグート地域の重要な塩工業の中心地でもある。
また、窯業が盛んで毎年8月最終週の3日間には陶器市が開催され
、後述のグムンデン陶器で知られるように「陶器の町」とも評される。
街はトラウン湖の北端に接していて、トラウン川が流れ込んでいる。南東にはトラウンシュタイン山が控える。世界最短といわれる全長2.3kmの路面電車（グムンデン市電）が住宅街の路地を縫うように走っている。

## 歴史
街は5世紀から存在していた。1186年グムンデンは周囲を壁に囲まれた街であった。1300年まで教会は存在しなかった。1626年11月14日Pappenheimという名の男が、反乱農民を完全に打ち負かした。グムンデンは17世紀までオーストリアに戦艦を供給していた。第一次世界大戦では市内の病院で負傷兵を助けていた。

## グムンデン陶器

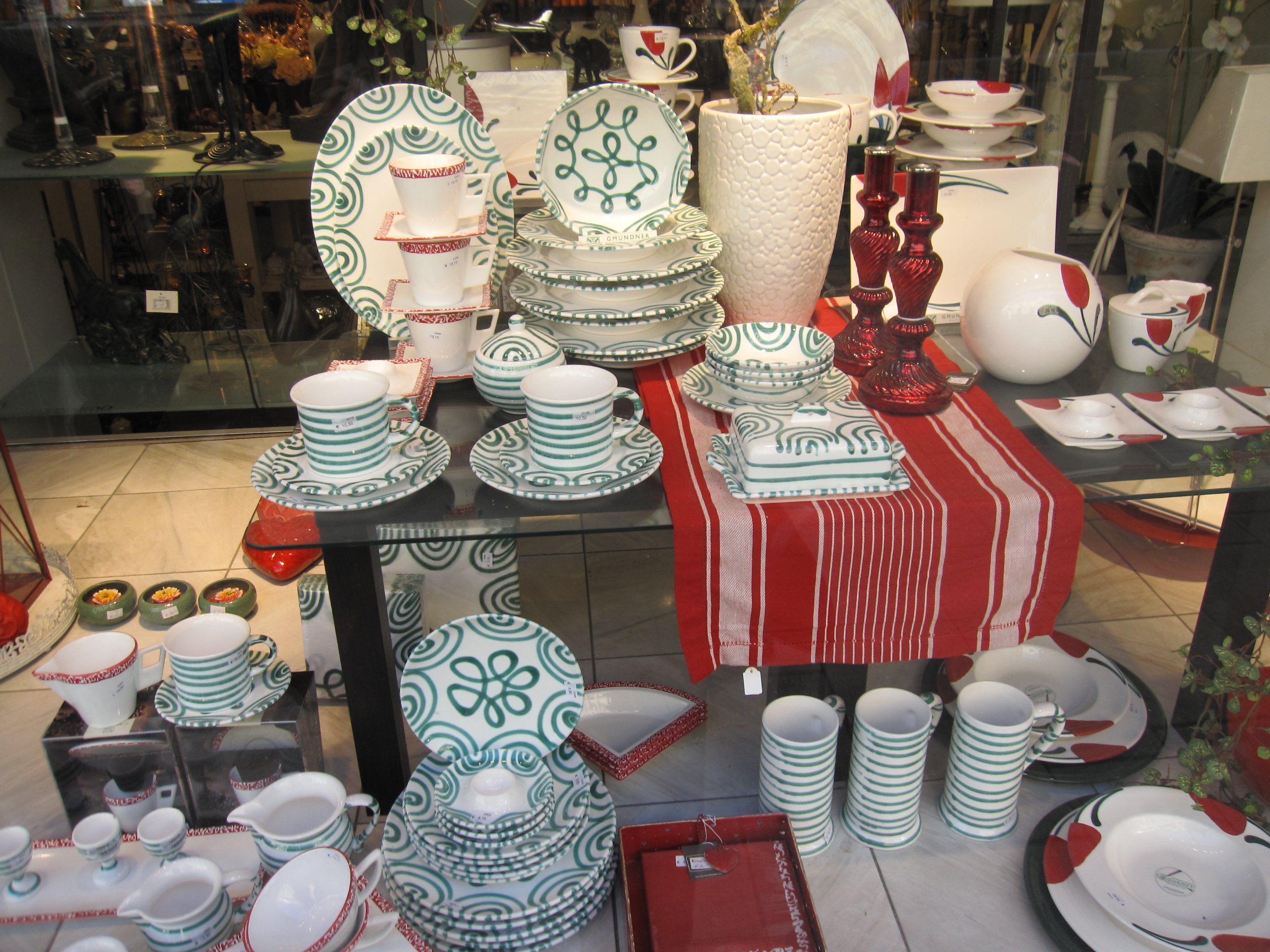
グムンデン陶器

グムンデン陶器（独: Gmundner Keramik）は20世紀初頭に生産を開始した
、中央ヨーロッパ最大の陶器製造会社である。
また、その製品も同様に呼ばれるが、日本語においてはグムンデン焼き、グムンドナー陶器などとも表記される。
アウガルテンのような高級品ではなく、一般向けの（しかし粗製乱造の安物ではなく丹念に作成された）製品を作成し、オーストリアではほぼ全ての家庭に浸透していると言われるほどメジャーな存在である。
ラインナップの中でもっとも人気のある
、Grüngeflammtと名づけられている白地に緑の渦巻きの図柄は17世紀以来この地域に伝わる伝統的な図柄である
。